# Bangaon
Bangaon, auch Bongaon, ist eine Stadt im indischen Bundesstaat Westbengalen. Die Stadt liegt in der Nähe von Kolkata.
Die Stadt gehört zum Distrikt Uttar 24 Pargana. Bangaon hat den Status einer Municipality. Die Stadt ist in 23 Wards (Wahlkreise) gegliedert.

## Demografie
Die Einwohnerzahl der Stadt liegt laut der Volkszählung von 2011 bei 108.864. Bangaon hat ein Geschlechterverhältnis von 966 Frauen pro 1000 Männer und damit einen für Indien üblichen Männerüberschuss. Die Alphabetisierungsrate lag bei 89,7 % im Jahr 2011. Knapp 97 % der Bevölkerung sind Hindus, ca. 3 % sind Muslime und weniger als 1 % gehören einer anderen oder keiner Religion an. 8,1 % der Bevölkerung sind Kinder unter 6 Jahren. Bengali ist die Hauptsprache in und um die Stadt.

## Infrastruktur
Öffentlichen Verkehrsmittel bilden die Bahn und Busse. Bangaon ist Teil des Kolkata Suburban Railway Systems. Es ist die letzte Station im Abschnitt Sealdah-Bangaon der Eastern Railway Division.